# Maldição do faraó

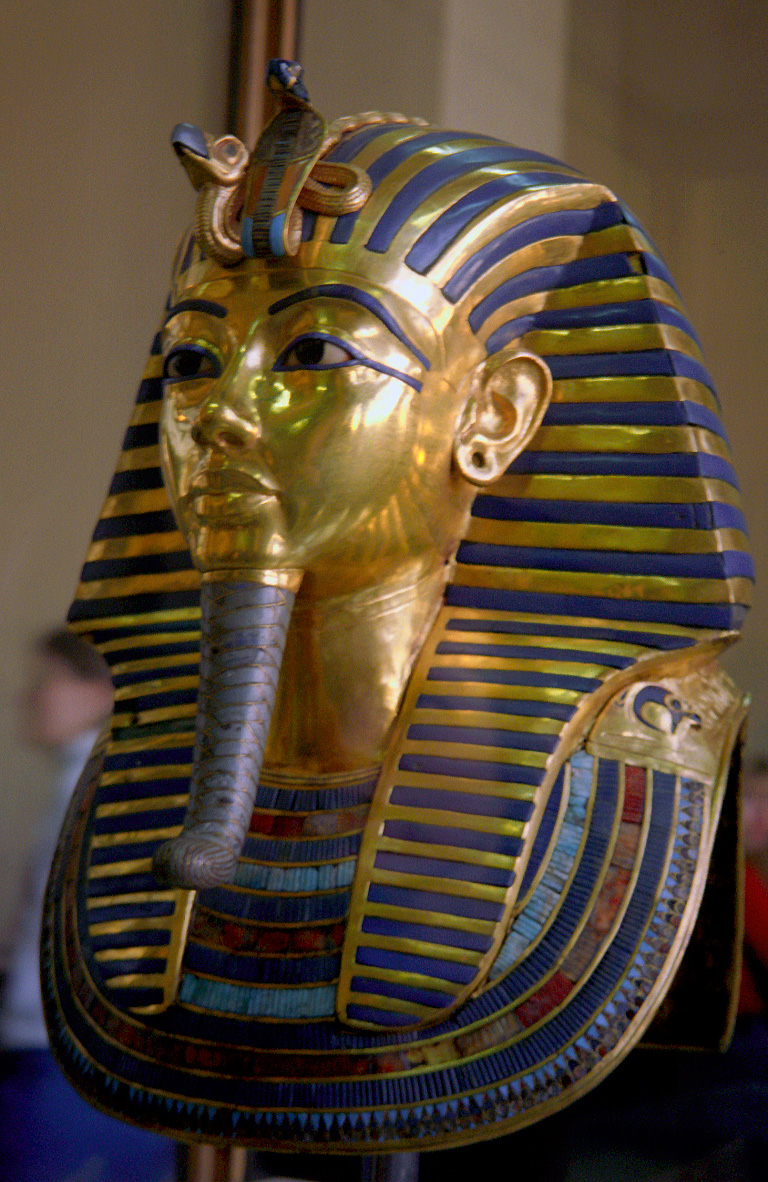
A Cobra Real (Ureu), representando a deusa protetora Uto, em cima da máscara de Tutancâmon

A Maldição do Faraó é a crença de que qualquer pessoa que viole a múmia de um faraó do Antigo Egito cairá em uma maldição, pela qual a vítima morrerá em breve. Trata-se de uma lenda contemporânea, que surgiu no início do século XX. Ninguém sabe ao certo quem é o responsável por sua elaboração e propagação, mas a mídia, ao mesmo tempo, tornou-a numa lenda de renome internacional.
Havia uma crença de que as tumbas dos faraós tinham maldições escritas sobre elas ou nos seus arredores, uma advertência àqueles que sabem ler não entrassem. Há casos ocasionais de maldições que aparecem no interior ou na fachada de uma tumba, como no caso do mastaba de Khentika Ikhekhi da 6.ª dinastia em Sacará. Estas parecem ser mais dirigida para os sacerdotes Ka para proteger cuidadosamente a tumba e preservar a pureza ritual, em vez de uma advertência aos ladrões em potencial. Embora tivesse havido histórias de maldições que remontam ao século XIX, elas se multiplicaram na sequência da descoberta de Howard Carter do túmulo de Tutancâmon.
A maldição associada com a descoberta da tumba de Tutancâmon da XVIII Dinastia, é a mais famosa na cultura ocidental. Ela afirma que alguns membros da equipe de arqueólogos que desenterraram a múmia do faraó Tutancâmon morreram de causas sobrenaturais na sequência de uma maldição do governante falecido. De fato, vários membros da equipe morreram alguns anos depois da descoberta, incluindo o ilustre Lord Carnarvon, promotor das escavações. Muitos autores negam que houvesse escrito uma maldição, mas outros dizem que Howard Carter encontrou na antecâmara um óstraco de argila com uma inscrição dizendo: "A morte vai atacar com seu tridente aqueles que perturbarem o repouso do faraó."

## Maldição de Tutancâmon

### Introdução
Tutancâmon (apelidado por Rei Tut) foi um jovem faraó egípcio que faleceu aos 19 anos, vítima de problemas consanguíneos que afetaram sua estrutura óssea e tendo por principal causa de sua morte a malária, ao qual foi descoberta atualmente pelos cientistas. Segundo os egiptólogos era filho e também genro de Aquenáton e filho de Kiya, esposa secundária de seu pai. Casou-se aos 10 anos com sua meia irmã que tinha 12 anos de idade, Anquesenamon. O Tutancâmon morreu em 1324 a.C. aos 19 anos de idade, não deixou herdeiros e seu reinado como faraó durou apenas nove anos.
Aproximadamente 1500 anos antes de Cristo, no famoso Vale dos Reis, os faraós foram sepultados com um resgate de um rei: marfim, ébano e ouro. Cada tumba foi camuflada pelas areias do árido deserto egípcio, ficando assim escondidas por muitos anos. Mas quando os arqueólogos chegaram séculos depois, encontraram apenas os ossos dos faraós. Outros estiveram no Vale dos Reis antes: os ladrões e os falsificadores de objetos.
Thomas Hoving relatou sobre esses fatos: "Existe uma cidade perto do vale dos Reis com 1000% de ladrões de tumbas antigamente e agora. E quando eles não conseguem encontrar alguma coisa, eles as falsificam e as vendem a você. E quando encontram alguma coisa fazem réplicas e as vendem. E isto tem acontecido desde que o primeiro faraó foi enterrado"
O Vale dos Reis, segundo os arqueólogos, ainda é o local mais rico que se conhece no planeta, no entanto, pensava-se que não havia mais nada a se procurar, mas 3000 anos depois de seu sepultamento, só um punhado de homens sabiam seu nome: Tutankhamun, que o encontraram depois de incansáveis buscas no vale dos Reis.

### Descoberta da Tumba de Tutancâmon
O arqueólogo Howard Carter e seu patrocinador, o aristocrata George Edward, 5.º Conde de Carnarvon, foram os responsáveis por esta grande descoberta ocorrida em novembro de 1922 e a câmara funerária foi aberta de forma oficial no dia 16 de Fevereiro de 1923 diante das autoridades egípcias.
Os acadêmicos de todas as áreas achavam um tiro no escuro a expedição de Carter, segundo afirma Thomas Hoving: "Foi um tiro no escuro, era uma época que não tinha detectores de metais e nenhum sonar sofisticado para pesquisar em bolsas ou buracos sob o solo ou areia. Era um tiro no escuro para todos, menos para Howard Carter".
Metodicamente, Carter explorou o Vale dos Reis com cautela e se desapontou no início devido às dificuldades encontradas.
Patricia Leatham, neta de Carnarvon, explicou sobre o início da descoberta do túmulo do Rei Tut:"Logo antes do natal de 1921, Carnavon mandou chamar Carter aqui, no castelo de Rair claire, e disse-o que não poderia mais sustentar o que aparentemente era um projeto inútil. Carter explicou que faltava pouco a fazer e implorou por mais uma temporada e Carnavon concordou. Mas Carnavon deixou absolutamente claro que seria a última temporada."

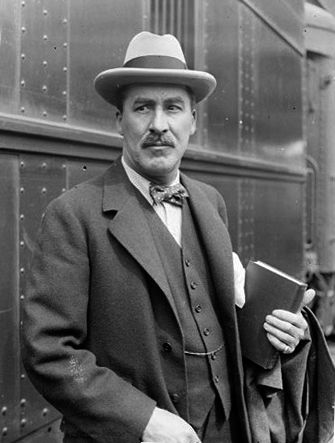
O Arqueólogo Howard Carter.

No terceiro dia após o início das escavações da nova e última temporada em busca do Rei Tut, Carter encontrou uma escada de pedra que levava a uma entrada escondida carimbada com um selo antigo, era a marca da realeza egípcia. Carnavon estava tomando chá com sua filha, Evelin Hebert, em seu castelo na Inglaterra, quando recebeu o telegrama de Carter, onde dizia ter encontrado uma tumba magnífica e com um selo ainda intacto. Enquanto Carnavon já estava a caminho do Egito, algo assustador aconteceu a Carter segundo Patricia Leatham: "Carter vivia sozinho e para lhe fazer companhia tinha comprado um canário... e logo depois de ter encontrado a tumba, foi à sua casa e encontrou com um de seus empregados que vinha correndo em sua direção com um punhado de pena amarela em suas mãos dizendo: (Meu senhor! Ouvi um barulho, e quando vi uma naja estava comendo o canário, isso é um mal presságio, isso é azar!). Carter disse: (Não seja tolo, apenas assegure que a naja não esteja mais dentro da casa)".

### A primeira entrada na tumba depois de 3 milênios
No dia 26 de novembro de 1922, Carter encontrou uma segunda entrada que levava a uma outra sala. Nesta sala havia marcas que evidenciavam tentativas de arrombamentos por ladrões; dois bandos de ladrões já teriam entrado lá. Existem vestígios de que um dos dois bandos foi apanhado, e foram pegos no ato e tiveram suas cabeças cortadas. Nesta primeira entrada estavam presentes Lorde Carnavon, sua filha, Evilen Hebert, Carter e seu assistente. A sala toda brilhou e tudo que brilhava era ouro, Carter petrificado tinha absoluta certeza que tinha encontrado a tumba do Rei Tut.
Nunca houve um faraó encontrado em perfeitas condições como Tutankamon. É a maior descoberta da história, segundo Thomas Hovin. Carter disse que eles deram uma olhada e depois saíram, mas as evidências sugerem que não. Hovin deu sua opinião: "A licença que Carnavon e Carter tinham, não dava direito para eles entrarem em tumbas encontradas sem a presença de uma autoridade de antiguidade de uma organização egípcia. Eles nunca afirmaram que tinham entrado e sim que esperaram e ficaram dentro vendo coisas maravilhosas, selaram o buraco que fizeram na parede e esperaram 3 dias até um responsável do Cairo chegar e ir com eles. O que você teria feito depois de dez anos à procura com enormes dificuldades? Eles fizeram o que eu e você teríamos feito: eles entraram e passaram a noite toda lá dentro." Os artefatos achados dentro da tumba somaram mais de cinco mil peças preciosas de incalculável valor.

### A primeira morte atribuída à maldição

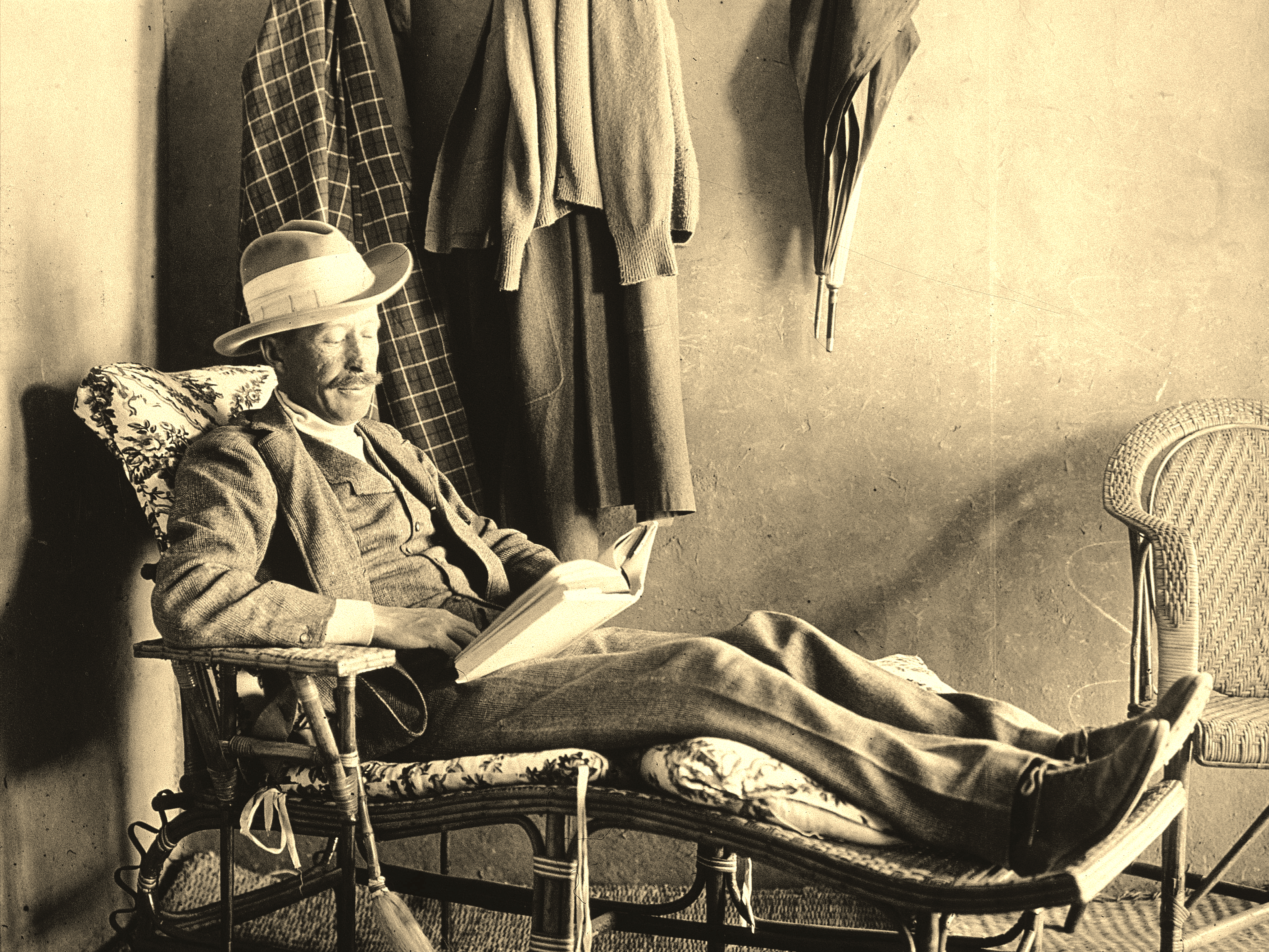
Lorde Carnavon.

Carnavon, o financiador da expedição, tinha vindo no início ao Egito por causa de sua saúde. Essa decisão na verdade foi fatal. Na primavera de 1923, Lorde Carnavon se cortou acidentalmente com uma navalha quando fazia barba. O corte foi acima de uma picada de mosquito que levara dias antes, quando ainda estava na expedição. O ferimento não sarava e dias depois em uma viagem para o Cairo, Carnavon foi devastado pela febre. Seu secretário enviou as más notícias a Howard Carter dizendo que a picada de mosquito que Carnavon levara tinha infeccionado. Na verdade o quadro de Carnavon era irreversível e ele faleceu.
Depoimento de sua neta, Patricia Leatham: "No momento em que ele morreu, toda a luz do Cairo se apagou e, naquela época, todos os serviços públicos do Cairo eram administrados pelo exército britânico e não havia meios de eles religarem a energia. Não encontraram motivos para a energia ter acabado. Vinte minutos depois a energia foi restaurada. A pequena fox terrier de Carnavon, Suzie, estava dormindo em sua cesta no quarto de sua governanta, no castelo de Carnavon na Inglaterra. E no mesmo momento em que Carnavon morreu, Suzie sentou em sua cesta, uivou e morreu".
 Um estudo feito pelo epidemiologista Mark Nelson sugere que a maldição da múmia, foi uma mentira inventada por Howard Carter e seu mecenas. Tudo para que ninguém ousasse roubar nada de riquíssima tumba do rei. Deu certo.

### Morte de Charriel Manson (estudante de história da arte)

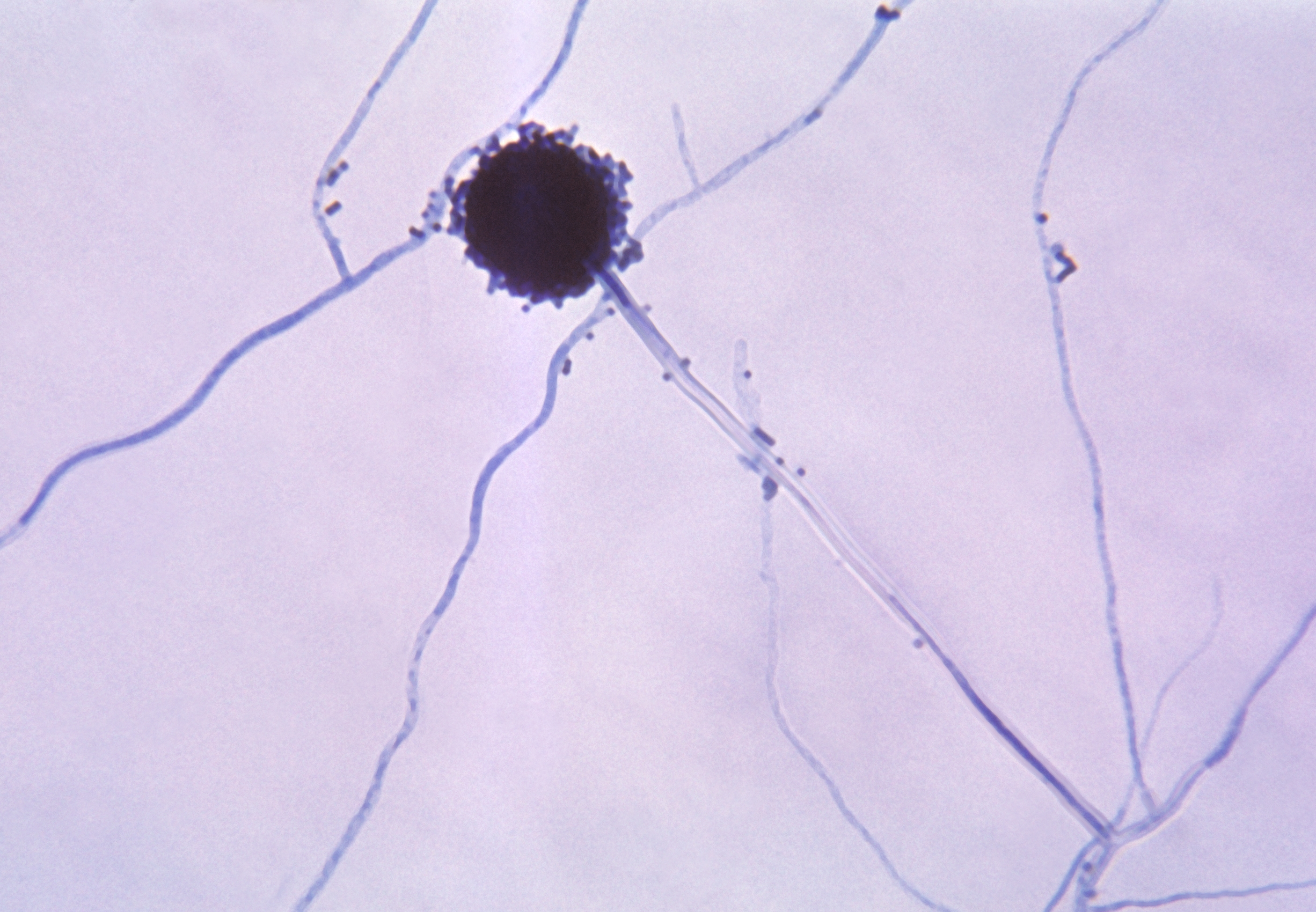
Aspergillus niger - Principal causador da morte de Charriel.

Charriel e seu marido, Garry Manson, foram a uma excursão ao Egito. Charriel tocou a tinta das paredes da tumba de Tut. Ela não imaginava que este toque seria a causa de sua morte dias depois.
Três semanas depois os Mansons se encontravam na Pensilvânia, Estados Unidos. Charriel se sentiu mal e teve que se hospitalizar. Seus pulmões estavam comprometidos e os médicos desconfiaram que os sintomas da Doença de Hodgkin haviam reaparecido. Cerca de dois dias depois os médicos eliminaram essa possibilidade, passando a desconfiar que seria um outro problema nos pulmões. Os médicos não conseguiuram descobrir, porque o quadro de Charriel piorava muito rápido e então os decidiram fazer uma biópsia dos pulmões. A partir da secreção dos pulmões da vítima, foi detectado o fungo causador de sua morte, o Aspergillus niger.
Esporos microscópicos do fungo são facilmente inaláveis. Corpos saudáveis resistem a eles, mas o sistema imunológico de Charriel estava debilitado devido à sua batalha contra a Doença de Hodgkin. Os esporos invadiram uma célula indefesa atrás da outra, causando destruição em seu caminho. Dez dias depois de Charriel ter dado entrada no hospital, seus pulmões falharam. Ela tinha 38 anos de idade quando faleceu.
Um professor de egiptologia da universidade da Pensilvânia, David Silverman, traduziu muitas das maldições dos faraós. Um delas de 4 mil anos atrás: a Maldição de Rezi. Segundo Silverman, a maldição de Rezi era uma interdição a qualquer um que entrasse na tumba e que tivesse comido algum alimento proibido, como carne de porco ou peixe, ou algo impuro ligado a sua alma, como cometer um ato de impureza sexual e, neste caso, adultério. Ou até mesmo uma pessoa que fazia amor com muitas mulheres seria punida na vida atual ou pós vida. Assim, ele seria julgado perante o grande deus.

### A investigação de David Silverman
Silverman conseguiu separar o fungo que estava hospedado no pulmão de Charriel. Silverman também sabia de sua viagem ao Egito. Logo o que ele tinha de descobrir era se este fungo estaria presente nas tumbas que ela tinha visitado com seu marido. 
"Eles estavam achando que a morte de Charriel tinha ligação com a maldição. Era muito importante para nós se algo assim já havia ocorrido antes no Egito." (David Silverman)
Para surpresa de Silverman, já havia acontecido fatos muito parecidos com os de Charriel no Egito. Em 1923 dois homens morreram de morte súbita ao entrarem na tumba do Rei Tut, o que os médicos anunciaram na época para justificar as duas mortes foi uma terrível febre, já os jornais publicaram como: "A Maldição de Tuntancâmon". Aconteceu que, mais duas mortes súbitas se sucederam às duas primeiras; um ajudante de Howard Carter, que o ajudou a entrar na tumba e um outro ajudante que ajudou a tirar o conteúdo do rei foram as próximas vítimas.
O verdadeiro assassino espreito encontrava-se oculto nas próprias paredes da tumba, mas para muitos parecia apenas uma parede descascada, com tintas azuis e vermelhas. As paredes estavam cobertas por um afloramento de fungos marrons, que foram introduzidos pela tinta ou pelo gesso. Os fungos se alimentaram da umidade da tinta e do gesso logo após a câmara ter sido lacradas pelos antigos egípcios. O fungo era o Aspergillus niger, que na tumba cálida e úmida, prosperou e viveu durante 3 mil anos na tumba em companhia de Tut. Charrie foi uma ótima hospedeira para o fungo Aspergillus niger, pois havia chegado ao Egito depois de um tratamento de um câncer e seu sistema imunológico estava debilitado.
Conclusão de David Silverman: "Acho que ligando o nosso caso atual das visitas às tumbas, foi fácil estabelecer uma ligação direta no que pode ter acontecido aos arqueólogos que visitaram a tumba há tempos. Estou muito certo que pelo ao menos em alguns destes casos antigos, o fungo Aspergillus niger pode ter desempenhado esse papel."

### Depoimento de Garry Manson (marido da vítima)
"Todos que nos conheciam sabiam que íamos para lá. Estávamos descendo até as tumbas e olhando para pinturas azuis-escuro e vermelha. Ela se inclinou para frente e estava olhando uma pintura muito de perto e ergueu a mão até a pintura e tocou-a. Esfregou o dedo na tinta e o guia viu e gritou com ela. Ela respondeu ao guia que o professor dela disse que se ela entrasse na tumba era para colocar a mão, pois não teria outra oportunidade. Três semanas após da volta do Egito, ela começou a ter uma leve tosse que foi piorando, até que ela ficou tossindo maior parte do tempo. Ela já havia sofrido tratamento de quimioterapia e tratamento com radiação e praticamente tudo que é submetido para o tratamento do câncer. Ela não queria voltar ao médico depois disso, mas finalmente ela teve que ir."

### Depoimento de Jeffrey Jahre
Jahre, era médico particular da vítima desde seu tratamento da doença de Hodgkin que Charriel estava sofrendo. "Conheci a Sra Manson quando ela já era paciente do tratamento intensivo e naquela época sua situação já era crítica. Ela começou a perder peso, sentir fraqueza e faltava-lhe fôlego. Quando ela se apresentou no hospital já havia sinal dos sintomas presentes."